# (23520) Ludwigbechstein
(23520) Ludwigbechstein ist ein Asteroid des Hauptgürtels, der am 23. September 1992 vom deutschen Astronomen Freimut Börngen an der Thüringer Landessternwarte Tautenburg (IAU-Code 033) in Thüringen entdeckt wurde.
Der Asteroid wurde am 5. Juli 2001 nach dem deutschen Schriftsteller Ludwig Bechstein (1801–1860) benannt, der neben den Brüdern Grimm zu den wichtigsten Herausgebern deutscher Volksmärchen zählt.
(23520) Ludwigsbechsein gehört der Vesta-Familie an, einer großen Gruppe von Asteroiden, benannt nach (4) Vesta, dem zweitgrößten Asteroiden und drittgrößten Himmelskörper des Hauptgürtels. Die zeitlosen (nichtoskulierenden) Bahnelemente von (23520) Ludwigbechstein sind fast identisch mit denjenigen von neun anderen Asteroiden, zu denen zum Beispiel (17410) Zitarrosa und (721663) 2003 X61 gehören.